# Paradontophora paragranulifera
Paradontophora paragranulifera är en rundmaskart som först beskrevs av Timm 1952.  Paradontophora paragranulifera ingår i släktet Paradontophora och familjen Axonolaimidae. Inga underarter finns listade i Catalogue of Life.